# Маркус Гейл
Маркус Ентоні Гейл (англ. Marcus Anthony Gayle; 27 вересня 1970, Гаммерсміт, Англія) — ямайський футболіст, виступав за збірну Ямайки з 1998 по 2002 рік. Гейл міг грати на позиції нападника або півзахисника, а в кінці кар'єри він також виступав як центральний захисник.

## Клубна кар'єра

### «Брентфорд»
Гейл почав свою кар'єру в «Брентфорді» в 1989 році.
У 1990 році Гейл був орендований фінським клубом «КуПС», після чого він став гравцем основи в «Брентфорді». У той час «Брентфорд» грав у Третьому дивізіоні Англії і боровся за потрапляння у Другий дивізіон. У сезоні 1990/91 Гейл зіграв 33 матчі і забив 6 м'ячів, але це не допомогло його клубу піднятися дивізіоном вище. У сезоні 1991/92 Маркус Гейл був ключовим гравцем команди, забивши у 38 матчах 6 голів. Це дозволило «Брентфорду» зайняти місце в новому Першому дивізіоні Англії (раніше він називався Другим дивізіоном). У сезоні 1992/93 Гейл відіграв на високому рівні. 24 березня 1994 року він разом зі своїм хорошим другом і партнером по команді Гарі Біссетом перейшов в «Вімблдон», який в тому сезоні фінішував на шостому місці в англійській Прем'єр-лізі. Всього у складі"Брентфорда" Гейл забив 26 голів за 193 матчів.

### «Вімблдон»
Дебют Гейла за новий клуб відбувся через два дні після приїзду в команду в матчі з «Лідс Юнайтед» («Вімблдон» виграв 1:0). У сезоні 1993/94 він зіграв 10 матчів і жодного разу не відзначився. Він забив два голи у сезоні 1994/95 за 23 зустрічі, а «Вімблдон» закінчив сезон на дев'ятому місці. У сезоні 1995/96 він пропустив всього лише 4 матчі ліги, забив 5 голів і допоміг клубу зайняти 14 місце в англійській Прем'єр-лізі. Кращим сезоном Гейла в «Вімблдоні» став 1996/97. Гейл забив 9 м'ячів у Прем'єр-лізі, і його команда зайняла дев'яте місце в чемпіонаті, а також дійшла до півфіналів двох внутрішніх кубків. Гейл забив переможний м'яч за «Вімблдон» в переграванні матчу четвертого раунду Кубка Англії проти «Манчестер Юнайтед» в лютому 1997 року. В тому матчі це був єдиний м'яч, і «Вімблдон» сенсаційно виграв з рахунком 1:0.
Сезон 1997/98 був для футболіста менш успішним. Гейл провів 30 матчів, але забив тільки двічі. Цей сезон «Вімблдон» почав добре і був у п'ятірці кращих команд по ходу чемпіонату, але друга половина чемпіонату виявилася провальною. У підсумку «Вімблдон» фінішував на п'ятнадцятому місці. У сезоні 1998/99 Гейл зміг забити 10 м'ячів в чемпіонаті, але його команді це не допомогло, і вони залишилися на 16 місці таблиці. В сезоні 1999/00 він відзначився 7 разів, але допустивши поразку від «Саутгемптона», «Вімблдон» покинув Прем'єр-лігу, після чотирнадцяти років виступу в ній.
Гейл залишився вірний своїй команді і провів у її складі весь наступний сезон 2000/01, зігравши 32 матчі і забив 3 м'ячі. Але в кінці сезону він все-таки був проданий за 1 млн фунтів в шотландський клуб «Рейнджерс». За сім років виступів за «Вімблдон» він провів 226 матчів чемпіонату і забив 37 голів.

### Останні роки
За «Рейнджерс» Гейл зіграв лише чотири матчі і в кінці сезону був проданий в англійський «Вотфорд». У сезоні 2002/03 він був визнаний найкращим гравцем клубу за сезон. Наступний сезон він провів на високому рівні, а в сезоні 2004/05 Гейл отримав травму і покинув клуб в березні 2005 року.
Гейл повернувся у свій рідний «Брентфорд» і зіграв за нього 37 матчів (30 в чемпіонаті, 2 голи). 17 травня 2006 року був відпущений та 2 липня підписав контракт з «Олдершот Таун». У цьому клубі він оформив перший хет-трик за усю кар'єру в матчі проти «Кіддермінстер Гарріерз» 14 жовтня 2006 року. Після завершення сезону 2006/07 футболіст перейшов в клуб Істмійської футбольної ліги «АФК Вімблдон». Після матчу з «Мейденхед Юнайтед» в рамках FA Trophy, де Гейл забив гол у ворота «Мейденхеда», Маркус Гейл став єдиним футболістом, який зумів відзначитися за обидва клуби «Вімблдон».

## Кар'єра в збірній
Гейл виступав за юнацьку збірну Англії U-17, але пізніше вирішив виступати за Ямайку, яку він мав право представляти через його батька.
Вершиною кар'єри Гейла став його виклик в збірну Ямайки. Він був включений до складу збірної Ямайки на чемпіонаті світу 1998 року, де зіграв у матчі проти Японії (2:1). Також Гейл був учасником двох розіграшів Золотого кубка КОНКАКАФ: у 1998 та 2000 роках.